# Ivan Timofeïev
Ivan Timofeïev ou Ivan Timofeïevich Semenov (en russe : Иван Тимофеев fils Семенов ou Иван Тимофеевич Семёнов), surnommé le Pieu ((ru) Кол), né environ en 1555 et mort en mars 1631, est un diak (ru) (scribe), homme politique, écrivain, penseur philosophique et religieux russe,.
Il joue un rôle politique et administratif important à la fin du XVIe siècle et au début du XVIIe siècle. En 1598 et en 1599 il occupe la 17e place dans la prikaze des diaks. Il prend une part active à tous les évènements politiques de l'époque.
Il était déjà considéré par ses contemporains comme le « lecteur et écrivain des livres du temps ». Il est l'auteur d'un Journal qui constitue une des plus importantes sources littéraires et philosophique témoignant du début du XVIIe siècle, et dans lequel sont rassemblées les appréciations précieuses d'un auteur à même de juger des buts et du sens de la création en cours de la Russie,.

## Nom
L'historien Vadim Koretski (ru), a établi que Timofeïev était le nom patronymique du diak, et que son véritable nom de famille était Semenov. Le nom de Timofeïev est celui utilisé dans les écrits de l'époque.

## Indications biographiques
Selon Vadim koretski, Ivan Timofeïev est issu d'une famille de serviteurs des environs de Moscou.
Il aurait acquis en 1584 ou en 1585 une votchina dans l'ouïezd de Vereïa.
En 1598, il signe en qualité de diak de l'un des prikaze de Moscou l'acte d'élection de Boris Goudounov comme tsar. En 1605-1606, il devient diak du prikaze de la Grande paroisse (ru), d'un revenu de 500 roubles.
En 1605, il participe aux campagnes contre le Faux Dimitri, et après son avènement au trône, il rédige à Toula le recueil des recrues d'Iepifane (ru). Pendant le tsarat de Vassily IV Chouïski, lors de l'avancée d'Ivan Bolotnikov sur Moscou, il fait partie des assiégés. Il participe ensuite à la campagne contre Bolotnikov à Kalouga et à Toula.
En 1607, il est nommé diak de Novgorod. Fin 1608, la ville se soulève, révolte qui débouche en 1609 sur la mise à mort de son voïvode Mikhaïl Tatichtchev (ru). À la demande de  Mikhaïl Skopine-Chouïski (ru), Ivan Timofeïev participe à la saisie et à l'évaluation des biens de Tatichtchev. Jusqu'à la fin de l'année 1610, sa charge à Novgorod prend fin, mais il ne peut immédiatement se rendre à Moscou, et en juillet 1611 Novgorod est prise par les armées suédoises. Il reste dans la ville jusqu'à la fin de l'intervention de la Suède.
Il est diak à Astrakhan de 1618 à 1620, à Iaroslavl de 1622 à 1628, et à Nijni Novgorod de 1626 à 1628.
Il meurt début mars 1631.

## LeJournal
Pour Michel Heller, de même que pour les historiens russes, le Journal  est un des témoignages les plus importants écrits par un contemporain du Temps des troubles. Il remarque que le scribe est impitoyable envers Ivan IV le Terrible, mais qu'il n'épargne pas non plus les boyards, dont Ivan Timofeïev fait la description suivante :

« Longtemps, les boïars ne purent se convaincre que le tsar Ivan n'était plus de ce monde, et quand ils comprirent enfin qu'ils ne rêvaient pas, que la chose s'était vraiment produite, nombre d'entre eux, parmi les plus nobles et dont les chemins avaient été tortueux, oignirent leurs cheveux de myrrhe odorante, se vêtirent orgueilleusement de magnifiques parures et, tels des jeunes gens, entreprirent d'en faire selon leur bon vouloir. »